# P/2013 R3 Catalina-PANSTARRS
P/2013 R3 Catalina-PANSTARRS è una cometa periodica appartenente alla famiglia delle comete della fascia principale (MBC in inglese). Questo oggetto celeste è stato scoperto il 15 settembre 2013.

## Disgregazione del nucleo cometario
Questa cometa ha cominciato a disgregarsi tra il febbraio e il settembre 2013, ossia prima della sua scoperta: sono stati scoperti 13 frammenti, il più grande dei quali di circa 200 metri di diametro; probabilmente esistono parecchi altri frammenti la cui scoperta non è avvenuta a causa della grandezza limitata degli strumenti usati per studiare la cometa. Il nucleo della cometa dovrebbe essere stato costituito da un asteroide di tipo C. Studi più recenti indicano che il nucleo cometario era costituito di un aggregato di materiali che ha cominciato a disgregarsi nell'agosto 2013, circa un mese prima della scoperta.